# Mormonia flebilis
Mormonia flebilis är en fjärilsart som beskrevs av Augustus Radcliffe Grote 1872. Mormonia flebilis ingår i släktet Mormonia och familjen nattflyn. Inga underarter finns listade i Catalogue of Life.